# Криминальные истории
«Кримина́льные исто́рии», или «Кримина́льная исто́рия» (англ. Crime Story; 1986—1988) — телевизионный сериал в жанре детективной драмы, созданный Чаком Адамсоном и Густавом Райнингером.

## Сюжет
В начале 1960-х годов в Чикаго появилась новая банда, которой руководит молодой гангстер Рэй Лука. Лейтенант полиции Майк Торелло вступает в жестокое противоборство с Лукой, которое затягивается на многие годы.

## В ролях
- Дэннис Фарина — лейтенант Майк Торелло
- Энтони Джон Дэнисон — Рэй Лука
- Джон Сантуччи — Полли Талья
- Стивен Лэнг — Дэвид Абрамс
- Билл Смитрович — сержант (детектив) Дэнни Крычек
- Билл Кэмпбелл — детектив Джоуи Инделли
- Пол Батлер — детектив Уолтер Клемонс
- Стив Райан — детектив Нэйт Гросман
- Тед Ливайн — Фрэнк Холман
- Эндрю Дайс Клэй — Макс Голдман
- Джон Полито — Фил Бартолли
- Джозеф Вайсман — Мэнни Вейсборд
- Дарлэнн Флюгел — Джули Торелло
- В эпизодических ролях в сериале появлялись Джулия Робертс, Кевин Спейси, Кристиан Слейтер, Майкл Мэдсен и другие.

## Создание и телепоказ
Сериал «Криминальные истории» был задуман Густавом Рейнингером и Чаком Адамсоном, исполнительным продюсером стал Майкл Манн. Некоторые из участников съёмочной группы имели отношение к миру, о котором рассказывал сериал. Так, Чак Адамсон и исполнитель роли лейтенанта Торелло Дэннис Фарина ранее служили в чикагской полиции, а Джон Сантуччи, игравший Полли Таглиа, был профессиональным вором. Многие сцены были основаны на реальных преступлениях, совершённых Сантуччи. Специально для заставки сериала популярный певец 1960-х Дел Шеннон перепел свой старый хит «Runaway».
Две пилотных серии, снятые режиссёром Абелем Феррарой, были показаны 18 сентября 1986 года по каналу NBC. Последняя серия — 10 мая 1988 года. За два года было показано сорок четыре серии, разделённые на два сезона.
Сериал также шёл во Франции (1988), ФРГ и Великобритании (1989), Швеции (1991), Италии, Испании, Финляндии. В России сериал показывали по Российскому телевидению в 1993 году, спонсором показа выступила американская табачная компания Brown & Williamson.

## Критика
После показа пилотных серий газета «Нью-Йорк Таймс» отметила, что в плане достоверности сериал схож с романами Элмора Леонарда.